# هیده (موسیقیدان)
هیده (انگلیسی: Hide؛ زاده ۱۳ دسامبر ۱۹۶۴ درگذشته ۲ مهٔ ۱۹۹۸) یک موسیقی‌دان اهل ژاپن بود. لید گیتاریست سابق گروه x japan